# Erik Elfsson
Erik Elfsson, död 1618, var en svensk ämbetsman.
Erik Elfssons far är inte känd, men han torde ha tillhört en framstående borgerlig familj, Nils Chesnecopherus var en nära släkting, Erik Palmskiöld räknade honom bland sina släktingar på sin fars sida och han var mormors bror till krigskommissarien Anders Lillieqvist. Senast 1597 blev han kansliförvant i hertig Karls kansli och deltog vid gränsförhandlingarna mellan Sverige och Danmark i Sjöared 1602. 1604 erhöll han fullmakt att resa till Danmark och kräva Oswald von Grabow och Petrus Erici utlämnade. Erik Elfsson var 1605-1618 häradshövding i Väddö och Lyhundra härad och 1605-1611 i Dalsland. Han var utsedd att delta vid mötet med danska representanter i Wismar 1608, ett möte som inte blev av då danskarna avrest, och deltog 1609 vid fredsförhandlingarna med Ryssland i Viborg. Erik Elfsson förlänades Björkeby i Toresunds socken och 1611 Liebelitz socken i Kexholms län. Han blev 1612 sekreterare hos änkedrottning Kristina och hertig Karl Filip. 1613 förlänades han Vaxäng i Toresunds socken som blev hans sätesgård och fick 1614 även Fållökna och Landsberga som förläningar. Han var 1617-1618 landshövding i Häverö socken och 1617-1618 i Selebo härad.